# سونیسا لی

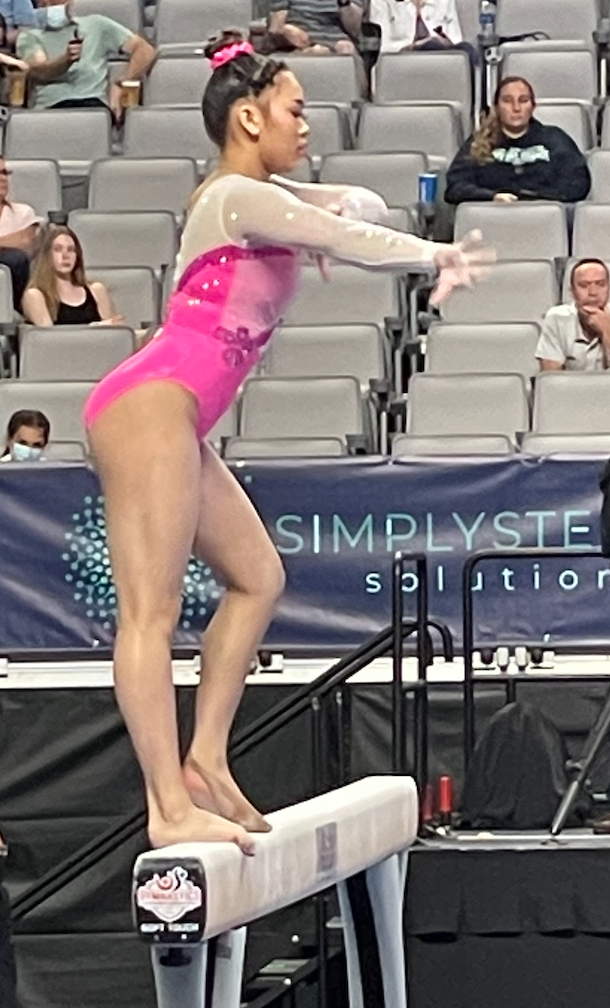
سونیسا لی - ۲۰۲۱

سونیسا لی (انگلیسی: Sunisa Lee؛ زادهٔ ۹ مارس ۲۰۰۳) ژیمناست زن اهل ایالات متحده آمریکا است.